# 송석준
송석준(宋錫俊, 1964년 3월 10일~)은 대한민국의 정치인이다. 제20·21·22대 국회의원이다.

## 학력
- 이천송곡국민학교 졸업
- 이천경남중학교 졸업
- 인창고등학교 졸업
- 서울대학교 국제경제학과 학사
- 서울대학교 행정대학원 행정학 석사
- 미국 미주리 대학교 대학원 경제학 박사

## 경력
- 제34회 행정고시 재경직 합격
- 제2해병사단 공보정훈장교(육군학사21기, 해병대전군)
- 2005. 7. 건설교통부 주거복지과 과장
- 2006. 11. 대통령비서실 행정관
- 2008. 3. 국토해양부 재정담당관
- 2010. 2. 국무총리실 새만금사업추진기획단 개발국장
- 2012. 2. 국토해양부 국토정보정책관
- 2013. 4. 국토교통부 대변인
- 2014. 7.~2015. 2. 국토교통부 건설정책국 국장
- 2015. 2.~2015. 11. 서울지방국토관리청 청장
- 2015. 11.~2017. 2. 새누리당 경기도당 이천시 당원협의회 위원장
- 2016. 4. 13. 대한민국 제20대 국회의원 선거 당선(경기 이천시, 새누리당, 초선)
- 2016. 12.~2017. 2. 새누리당 원내부대표
- 2017. 2.~2020. 2. 자유한국당 경기도당 이천시 당원협의회 위원장
- 2017. 2.~2017. 12. 자유한국당 원내부대표
- 2017. 3. 자유한국당 중앙재해대책위원회 위원장
- 2017. 11. 자유한국당 건설분과위원회 위원장
- 2017. 12.~2018. 12. 자유한국당 정책위원회 부의장
- 자유한국당 경기도당 당협조직본부 동부권본부장
- 2018. 5.~2018. 6. 제7회 전국동시지방선거 자유한국당 남경필 경기도지사 후보 동부권 권역별선대위원장
- 2018. 12.~2020. 2. 자유한국당 원내부대표
- 2019. 3.~2019. 5. 자유한국당 文정권 경제실정백서특별위원회 위원
- 2019. 6.~2019. 9. 자유한국당 2020 경제대전환 위원회 경쟁력 강화 분과위원
- 2019. 8. 자유한국당 강성귀족노조개혁특별위원회 위원
- 2019. 9.~2020. 2. 자유한국당 경기도당 위원장
- 2020. 2.~2020. 5. 미래통합당 원내부대표
- 2020. 2.~2020. 7. 미래통합당 경기도당 위원장
- 2020. 2.~2020. 9. 미래통합당 경기도당 이천시 당원협의회 위원장
- 2020. 4. 15. 대한민국 제21대 국회의원 선거 당선(경기 이천시, 미래통합당, 재선)
- 2020. 5.~2020. 9. 미래통합당 제3정책위원회 부의장(사회)
- 2020. 7.~2020. 9. 미래통합당 부동산시장 정상화 특별위원회 위원장
- 2020. 7.~2020. 9. 미래통합당 소상공인 살리기 특별위원회 부위원장
- 2020. 9.~: 국민의힘 경기도당 이천시 당원협의회 위원장
- 2020. 9.~2021. 6. 국민의힘 정책위원회 제3정책위부의장(사회)
- 2020. 9. 국민의힘 부동산시장 정상화 특별위원회 위원장
- 2020. 9. 국민의힘 소상공인 살리기 특별위원회 부위원장
- 2020. 9. 국민의힘 호남 동행 국회의원 발대식 명예의원(전라북도 군산시)
- 2020. 10.~ 한국방송통신대학교 운영위원회 위원
- 2020. 12.~2021. 3. 국민의힘 2021년 재보궐선거 공약개발단 기획조정단 부단장
- 2020. 12.~2021. 3. 국민의힘 2021년 재보궐선거 공약개발단 공통공약 개발단 주거희망팀 위원
- 2021. 3. 국민의힘 부동산투기조사위원회 위원
- 2021. 6. 국민의힘 반도체특별위원회 위원
- 2021. 6. 국민의힘 문정부 탈원전 정책에 따른 피해 및 환경 파괴 대책 특별위원회 위원
- 2021. 7.~2021. 8. 국민의힘 정책위원회 제2정책위부의장
- 2021. 7. 국민의힘 공직후보자 역량강화 태스크포스 위원
- 2021. 8.~2021. 11. 국민의힘 윤석열 제20대 대통령 선거 예비후보 정책본부 부동산정책본부장 겸 기획본부장
- 2021. 12.~2022. 1. 국민의힘.선거대책위원회 직능총괄본부 부본부장
- 2021. 12. 국민의힘 지역균형발전특별위원회 위원
- 2021. 12.~2022. 1. 제20대 대통령 선거 국민의힘 경기도 살리는 선거대책위원회 선거대책위원장단 공동선거대책위원장
- 2022. 6. 국민의힘 반도체산업 경쟁력 강화 특별위원회 공동부위원장
- 2022. 12.~ 미국 미주리대(MU) 재한 총동문회 회장
- 2023. 4.~2024. 4. 국민의힘 정책위원회 부의장
- 국민의힘 경기도당 고문
- 2023. 7.~2024. 6. 국민의힘 경기도당 위원장 겸 당원자격심사위원장
- 대한민국 국회조찬기도회 부회장
- 2023. 11.~2024. 2. 국민의힘 뉴시티프로젝트 특별위원회 부위원장
- 2024. 2.~2024. 3. 국민의힘 경기도당 2024년 상반기 재보궐선거 공천관리위원회 위원장
- 2024. 3.~2024. 4. 제22대 국회의원 선거 국민의힘 경기도당 선거대책위원회 총괄공동선대위원장
- 2024. 4. 10. 대한민국 제22대 국회의원 선거 당선(경기 이천시, 국민의힘, 3선)
- 2024. 6.~2024. 7.: 국민의힘 정책위원회 산하 시급한 민생 현안 해결을 위한 연금개혁특별위원회 위원
- 2024. 6.~2024. 7.: 국민의힘 정책위원회 산하 시급한 민생 현안 해결을 위한 AI·반도체특별위원회 위원
- 2024. 9.~2024. 12.: 국민의힘 중앙위원회 의장
- 2024. 9.~: 국민의힘 호남동행 국회의원 발대식 명예의원(전북특별자치도 군산시)
- 2025. 4.~2025. 5. 국민의힘 한동훈 제21대 대통령 선거 경선후보 국민먼저 캠프 대외협력총괄위원장
- 2025. 5.~2025. 6.: 제21대 대통령 선거 국민의힘 김문수 대통령 후보 경기도 선거대책위원회 공동선거대책위원장
- 2025. 5.~2025. 6.: 제21대 대통령 선거 국민의힘 김문수 대통령 후보 국민공감소통특별위원장

### 의정 활동
- 2016. 5.~2020. 5. 제20대 국회의원(경기 이천시, 새누리당→자유한국당→미래통합당, 초선)
  - 2016. 6.~2018. 5. 제20대 국회 전반기 보건복지위원회 위원
  - 2016. 6.~2017. 5. 제20대 국회 전반기 예산결산특별위원회 위원
  - 2016. 12.~2017. 12. 제20대 국회 운영위원회 위원
  - 2017. 7.~2018. 5. 제20대 국회 전반기 예산결산특별위원회 위원
  - 2017. 12.~2018. 5. 제20대 국회 재난안전 대책 특별위원회 위원
  - 2018. 7.~2020. 5. 제20대 국회 후반기 국토교통위원회 위원
  - 2018. 10.~2019. 6. 제20대 국회 후반기 남북경제협력특별위원회 위원
  - 2018. 12. 제20대 국회 대법관(김상환) 임명동의에 관한 인사청문특별위원회 위원
  - 2019. 1.~2019. 10. 제20대 국회 후반기 운영위원회 위원
- 2020. 5.~2024. 5. 제21대 국회의원(경기 이천시, 미래통합당→국민의힘, 재선)
  - 2020. 7.~2021. 9. 제21대 국회 전반기 국토교통위원회 위원
  - 2020. 7.~2024. 5. 혁신 4.0 연구포럼 구성의원
  - 2021. 9.~2022. 5. 제21대 국회 전반기 국토교통위원회 간사
  - 2021. 9.~2022. 5. 제21대 국회 전반기 국토교통위원회 교통법안심사소위원회 위원장
  - 제21대 국회 전반기 국토교통위원회 국토법안심사소위원회 위원
  - 2022. 7.~2024. 5. 제21대 국회 후반기 정무위원회 위원
    - 제21대 국회 후반기 정무위원회 법안심사제2소위원회 위원
    - 제21대 국회 후반기 정무위원회 청원심사소위원회 위원장

  - 2022. 7.~2022. 8. 제21대 국회 후반기 예산결산특별위원회 위원
  - 2023. 6.~2024. 5. 제21대 국회 후반기 예산결산특별위원회 위원
    - 제21대 국회 후반기 예산결산특별위원회 예산안등조정소위원회 위원
- 2024. 5.~ 제22대 국회의원(경기 이천시, 국민의힘, 3선)
  - 2024. 6.~ 제22대 국회 전반기 법제사법위원회 위원
    - 제22대 국회 전반기 법제사법위원회 법안심사제2소위원회 위원
    - 제22대 국회 전반기 법제사법위원회 예산결산기금심사소위원회 위원

  - 2024. 6.~2024. 7. 제22대 국회 전반기 예산결산특별위원회 위원
  - 미래 국토인프라혁신 포럼 대표의원
  - 2024. 12.~ 제22대 국회 전반기 순직 해병 수사 방해 및 사건 은폐 등의 진상규명을 위한 국정조사특별위원회 위원

## 여담

### 해병대 부자
- 본인도 해병대에서 복무했고, 그의 아들도 해병대에서 복무하고 있다. 추미애 아들의 휴가 미복귀 의혹이 확산되자, 2020년 9월 9일 자신의 페이스북에 자녀의 군복무 사실을 올렸다. 송 의원은 "해병대 정훈장교로 군복무를 했던 입장에서 아들도 해병대에서 복무하기를 희망했다. 고맙게도 아들은 그 기대에 부응해줬다. 아들이 험한 보직에서 말 못할 고통을 감내하며 임무를 수행하고 있었다"면서 "누구는 상대적으로 편한 부대에서 근무하며 온갖 특혜를 누리려고 하고 그것을 대수롭지 않게 생각하니 기가 찰 따름"이라고 추미애 집안을 저격했다.

## 논란

### 조카 채용 논란
조카를 수행비서로 채용하여 논란이 되었다.

### 강원도 산불중 안보실장 못가게 붙잡아 논란
강원 고성·속초에서 발생한 산불로 피해가 속출하는 와중 국회 운영위원회에서 위기대응 컨트롤타워인 정의용 국가안보실장의 이석을 막아 논란이 되었다. 홍영표 운영위원장은  "지금 대형 산불이 생겨서 민간인 대피까지 하고 있는데 대응을 해야 하는 책임자를 국회가 이석을 시킬 수 없다고 잡아놓는 게 옳은지 모르겠다"면서 정 실장의 이석에 여야가 합의해줄 것을 촉구하였지만 송석준 의원은 질문 시간을 더 요청하였으며 얼마나 시간을 드려야 하냐고 묻자 "다다익선 입니다" 라고 하였으며 질문시간을 받자 외교부 차관급 행사에 구겨진 태극기가 등장한 사실을 지적하며 정의용 실장이 현장으로 가는 것을 못하게 방해하여 논란이 되었다.

## 역대 선거 결과
|  | 50.99% |

|  | 51.9% |

|  | 51.33% |

## 소속 정당
| 소속 정당 | 소속 정당  | 소속 기간 | 비고      |
| --------- | ---------- | --------- | --------- |
|           | 새누리당   | 2015~2017 | 정계 입문 |
|           | 자유한국당 | 2017~2020 | 당명 변경 |
|           | 미래통합당 | 2020      | 합당      |
|           | 국민의힘   | 2020~현재 | 당명 변경 |

## 같이 보기
- 이천시 (2012년 선거구)
- 이천시의 국회의원